# Rosslyn Farms, Pennsylvania
Rosslyn Farms là một thị trấn thuộc quận Allegheny, tiểu bang Pennsylvania, Hoa Kỳ. Năm 2010, dân số của thị trấn này là 427 người.